# WebOS
WebOS (англ. web operating system — «операционная система в интернете», также Internet OS, браузерная операционная система) — веб-приложение, организующее платформу (операционную среду с набором готовых функций API) для выполнения других веб-приложений. Многие WebOS содержат в своем составе веб-браузер, обычно построенный на основе HTML-тега <iframe>.
Главной составляющей WebOS является её графический интерфейс, его особенности — это внешний вид и возможности, присущие традиционным операционным системам, то есть наличие рабочего стола, ярлыков, окон и тому подобное
WebOS различаются лишь набором сервисов, некоторые объединяют в себе возможности CMF- и CMS-систем, другие ограничиваются возможностью удалённого рабочего стола и органайзером.

## Windows 96
Не путать с Windows 96!
Windows 96 создана по подобию старых систем Windows 9x и смеси с дистрибутивами Linux. Создан в 2019 и имеет снапшоты.

Проект разработан на JavaScript. Интерфейс имитирует среду с меню «Пуск», панелью задач и рабочим столом, где размещены значки приложений: MsgRoom (Аналог чата), игра «Gameing», «Terminal», так же помимо рабочего стола в сервисе есть просмотр изображений, веб браузер, установщик пакетов от сообщества, медиаплеер.Так же Windows 96 имеет свои API документации и википедию. Проект кроссплатформенный, но имеет некоторые проблемы с отображением дисплея. В Windows 96 есть Pseudo-Peer-To-Peer, приложения для мультиплеера. Приложение может запускать flash-игры, .exe файлы (с помощью bWine), MSDOS игры (благодаря DOSBOX) и NES,  в нем есть JSLinux, WMBOX. Так же Windows 96 полностью бесплатен и держится за счет пожертвований.

## AstraNOS
AstraNOS создана по подобию операционной системы macOS.
Сервис написан на языке программирования PHP. Интерфейс имеет ленточную панель с большим количеством иконок приложений : браузер, текстовый редактор, почтовый клиент, RSS-ридер, игры, калькулятор, календарь, стикеры (наклейки) и просмотрщик фотографий.
Из минусов можно выделить отсутствие облачного хранилища и взаимодействия с настольным компьютером или мобильным устройством. Основным преимуществом AstraNOS является его бесплатность — проект полностью некоммерческий.

## Joli OS
Операционная система Joli OS представлена в двух вариантах — настольная ОС и веб-версия. Разработка французского стартапа началась ещё в 2010 году, когда Google начала внедрять собственную операционную систему Chrome OS.
Joli OS основана на ядре Linux и может запускаться даже на устаревших компьютерах. Интерфейс построен на современных технологиях HTML5, что обеспечивает высокую скорость работы. Кроме декстопной версии, существует онлайн-сервис Joli Cloud, необходимый для синхронизации файлов между устройствами. Кроме обычной регистрации, авторизацию можно осуществить через социальную сеть Facebook. Внутри облачного сервиса предлагается на выбор автоматическое подключение популярных Интернет-служб — Box, Dropbox, Google Drive, SkyDrive, Instagram, Vimeo, Youtube, SoundCloud, Flickr и др.
Пользователь может централизованно просматривать документы, фотографии, видео и музыку из авторизованных социальных сервисов. Однако на этом все активные действия заканчиваются. Редактировать или изменять файлы нельзя.

## Silve OS
Сервис разработан на технологии Silverlight и требует установки дополнительных расширений в браузерах.
Система включает в себя браузер, проводник, медиапроигрыватель, блокнот, графический редактор, калькуляторы, онлайн-карты Bing Maps и небольшое количество игр. 
Не предусмотрено контекстное меню, нет обратного сохранения файлов с персонального компьютера в облако.
У сервиса существует мобильное приложение для Windows Phone, позволяющее владельцам устройств на базе этой ОС использовать облачную Silve OS на смартфоне.

## G.ho.st — Global Hosting Operating System
- доступ к рабочему столу и данным из любого браузера;
- 3 гигабайта для хранения собственных файлов и ещё столько же — под почту;
- запуск web-приложений сразу же после входа в систему;
- учёт и хранение веб-файлов, фотографий и медиа-файлов в пользовательской папке «Мои элементы»;
- безопасность пользования.

## YouOS
YouOS — веб-настольная и веб-интегрированная среда разработки, предназначена для WebShaka[уточнить].

## EyeOS
Кроссплатформенная сетевая операционная система с открытым кодом, основанная на принципе Desktop Operating System (операционная система с применением решения «рабочий стол»). Базовый комплект включает в себя операционную систему текстовый редактор, календарь, менеджер файлов, мессенджер, браузер, калькулятор и другие.
eyeOS использует HTML, PHP, AJAX и JavaScript для обеспечения доступа к личной учётной записи. 
Главное отличие от других реализаций рабочего стола состоит в том, что в eyeOS нет необходимости в установке программного обеспечения на компьютер. Рабочий стол, используемые приложения и вся необходимая информация доступны, при условии доступа в Интернет, из любого браузера с поддержкой AJAX и (для некоторых приложений) Adobe Flash.

## SimplyWebOS 4
SimplyWebOS 4 — кроссплатформенная браузерная операционная система. Базовый комплект включает в себя собственно операционную систему и несколько офисных приложений: текстовый редактор, календарь, менеджер файлов, браузер, калькулятор. ОС создана на JS, html, CSS. 
Проект развивается на энтузиазме работников FIS[что?].